# Grandborough
Grandborough est un village et une paroisse civile du Warwickshire, en Angleterre. Administrativement, il dépend du borough de Rugby.
La paroisse comprend les hameaux de Calcutt, Grandborough Fields et Woolscott. La population de la paroisse civile au recensement de 2021 était de 492 habitants. Grandborough se trouve dans une zone rurale de l'est du Warwickshire, à environ 10 km au sud de Rugby et à six milles au nord-ouest de Daventry, dans le Northamptonshire. Grandborough se trouve à environ trois kilomètres des routes principales les plus proches et est accessible par les routes de campagne depuis l'A45 à l'est et l'A426 à l'ouest.
La rivière Leam coule au nord du village. Il y avait un moulin à eau (maintenant une résidence privée) là où la rivière passait sous la route de Woolscott. En période de crue, la rivière déborde sur la route.
L'église de Grandborough est dédiée à saint Pierre. Le clocher de l'église et les deux grands arbres Séquoia Wellingtonia qui le flanquent sont des monuments locaux remarquables. Il y a aussi une chapelle méthodiste primitive (érigée en 1856, agrandie en 1991, mais fermée en novembre 2021), une salle des fêtes (le Benn Memorial Hall, érigé en 1897) et un certain nombre de vieux cottages (pour la plupart victoriens). Le village possède un pub appelé l'Épaule de Mouton (Shoulder of Mutton). Dans Main Street, il y a une maison qui était autrefois un pub appelé le Royal George. Harrow House, à Woolscott, était autrefois un pub appelé Old Harrow Inn.

## Histoire
Grandborough a été mentionné dans le Domesday Book sous le nom de « Graensburgh ». Jusqu'au début du 20e siècle, le nom était orthographié « Granborough ». Son nom était supposé, par Eilert Ekwall, provenir de l'anglo-saxon Grēnbeorg = « colline verte », mais la forme du Domesday Book indique le contraire. Il apparaît sous le nom de « Granborowe » sur la carte de Christopher Saxton de 1637.
L'ancienne école du village existe toujours. Elle a fermé ses portes en avril 1974 et est maintenant une habitation. Une plaque de pierre cachée sur un mur orienté à l'est porte l'inscription "Instruisez un enfant dans la voie qu'il doit suivre, et quand il sera vieux, il ne s'en éloignera pas" et la date 1840. La citation est tirée du Livre des Proverbes, chapitre 22, verset 6.
La première mention d'un bureau de poste dans le village est l'émission en avril 1847 d'un cachet de la poste (avec l'orthographe Granborough). Le bureau de poste et le magasin du village ont fermé leurs portes le 4 avril 1997.

## Résident notable
- Mark Pawsey, député de Rugby depuis 2010.

## Galerie

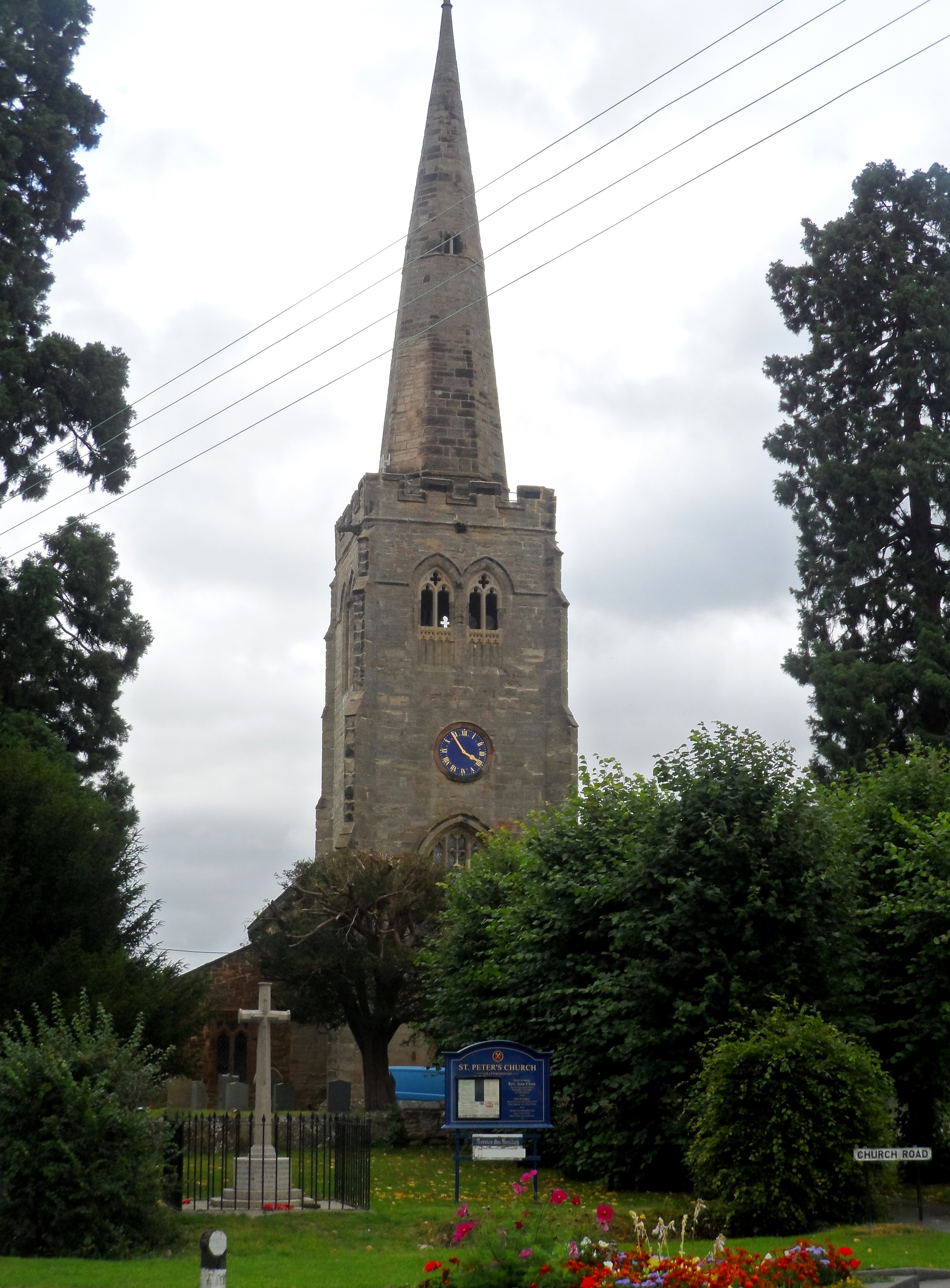
Eglise Saint Pierre.
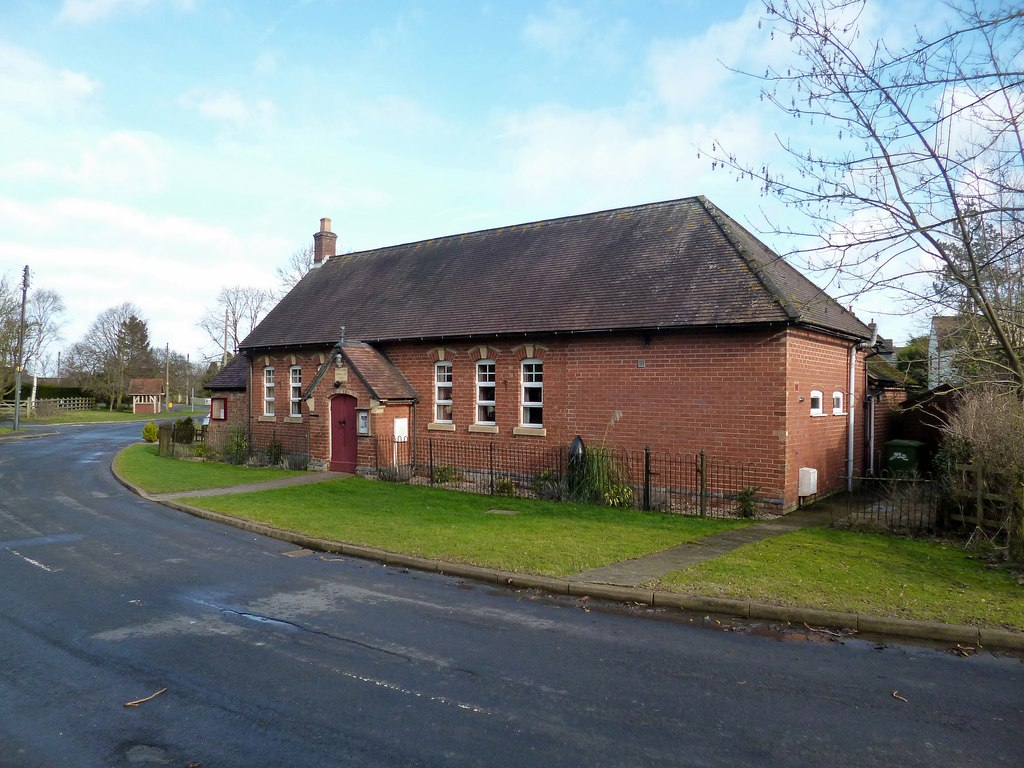
Memorial Hall.
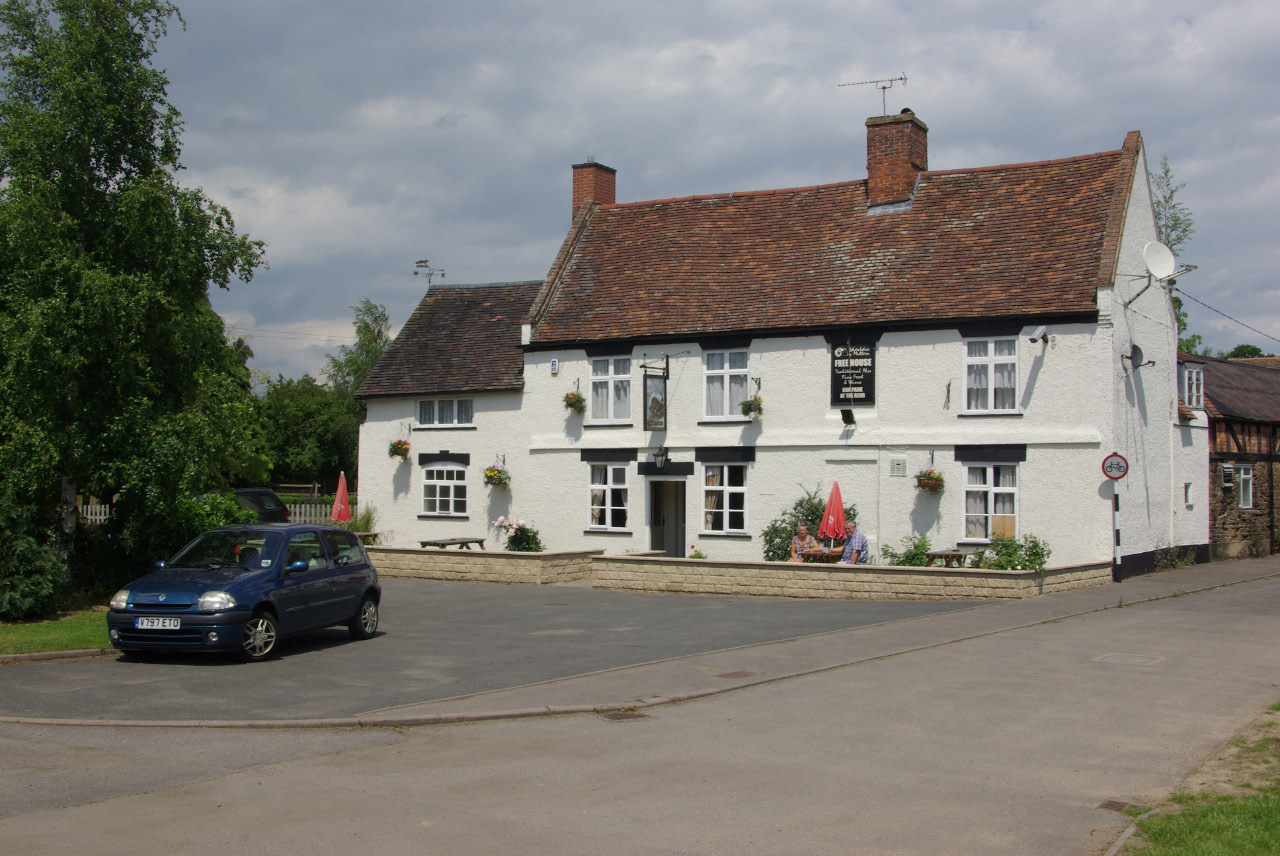
The Shoulder of Mutton.